# Oncocnemis intruda
Oncocnemis intruda är en fjärilsart som beskrevs av Smith 1910. Oncocnemis intruda ingår i släktet Oncocnemis och familjen nattflyn. Inga underarter finns listade i Catalogue of Life.